# Споменик палим Шумадинцима
Споменик палим Шумадинцима се налази у централном делу Малог парка у Крагујевцу. Споменик је подигнут 1932. године, и рад је вајара Антуна Аугустинчића. Подигнут је у спомен страдалим ратницима Шумадије, у српским ослободилачким ратовима.

## Изградња
Овај монументални споменик је рад југословенског и хрватског вајара Антуна Аугустинчића, који је однео победу на конкурсу расписаном 1928. Аугустинчић је споменик израдио у сарадњи са Јозом Кљаковићем, који је у то време био професор на Загребачкој уметничкој академији.

## Изглед
Рађен је на основи у облику крста; на странама каменог постоља налазе се четири рељефа, а на постољу су четири групе фигура од бронзе, које представљају четири поколења и четири историјске епохе обележене годинама: 1804, 1815, 1912. и 1914.
На стубу од гранита је у бронзи ливена статуа девојке, која у руци подигнутој изнад главе, држи круну. Након Другог светског рата, круна је замењена ловоровим венцем, да би поново била враћена током конзерваторских радова 1990.

## Споменик културе
Споменик палим Шумадинцима утврђен је за културно добро-споменик културе одлуком Владе Републике Србије бр. 633-6872/2001, 2001.године.
У одлуци је наведено да "споменик поред изузетних уметничких вредности и наглашене патриотске симболике има и историјски значај као први у низу споменика посвећених ослободилачким ратовима у Србији".

## Галерија
- Детаљ
- Детаљ
- Детаљ
- Детаљ